# Покољ у Пижигитију
Покољ у Пижигитију био је инцидент који се десио 3. августа 1959. у доковима Пижигити поморске луке Бисаоа у Португалској Гвинеји. Радници на доковима ступили су у штрајк тражећи већу плату, али је управитељ позвао ПИДЕ, португалску државну полицију, која је пуцала у гомилу убивши најмање 25 људи. Влада је окривила револуционарну групу Афричка партија за независност Гвинеје и Зеленортских Острва (ПАИГЦ) ухапсивши неколико њених чланова. Инцидент је натерао ПАИГЦ да напусти своју кампању ненасилног отпора што је довело до рата за независност Гвинеје Бисао 1963. године.

## Позадина
У 1950-има, португалски конгломерат Компањија Униао Фабрил контролисао је већи део трговине на доковима Пижигити преко филијале под називом Каса Гувеја. Иако је португалска колонијална влада тих година донела низ реформи како би покушала да угуши растуће антиколонијално расположење и жеље за независношћу у региону, ниске плате и лоши радни услови и даље су служили као катализатори друштвених немира.
Први велики штрајк лучких радника запосленика Каса Гувеја десио се 6. марта 1956. године. Том је приликом португалским снагама сигурности и ПИДЕ (политичка полиција) наређено да не користе силу против радника у штрајку, вјероватно како би се избегла ескалација сукоба. Радници су, швативши овакав развој догађаја, покушали силом да заузму докове, а било је потребно полицијско појачање. На крају су извршена хапшења, али та је епизода оставила полицију пониженом.
Штрајк 1956. био је у коначници неуспешан, а плате су остале изнимно ниске. Наставак растућих немира међу лучким радницима био је очит чак и високим колонијалним функционерима, укључујући војног подсекретара  Франсиско да Коста Гомеса који је крајем 1958. приметио да је побуна лучких радника вероватна и саветовао гувернера да задовољи захтеве радника за плате у интересу стабилности. Овај савет, међутим, никада није спроведен у пракси.
Припреме за још један штрајк организоване су крајем јула 1959, а радници су се састали испод палми на риви како би разговарали о детаљима. Зато је Амилкар Кабрал понекад инцидент називао "покољем на риви Пижигити".

## Покољ
Ујутро 3. августа лучки радници требали су да се састану с Антонијом Кареиром, управитељем Каса Гувеја, како би преговарали о повећању плата. Унапред су одлучили да потпуно прекину рад у 15 часова  поподне ако им се не удовољи захтевима. Састанак није уродио плодом, а радници су прекинули рад како је планирано. Кареира је позвао ПИДЕ који је стигао око 16 часова и захтевао од радника да наставе с радом. Штрајкаши су то одбили и забарикадирали се затварајући врата риве. Машући веслима и харпунима, штрајкаши су се наоружали у покушају да одврате полицију од упада.
Полиција је, уместо да рискира пораз у отвореној борби, отворила ватру на штрајкаше, бацајући чак и гранате. Радници нису имали камо да побегну, а велики број је убијен у року од око 5 минута. Неколицина је успела да побегне преко воде у сопственим чамцима, али већина их је прогоњена и ухапшена или убијена у води. Између 25-50 радника погинуло је на лицу места, уз много више рањених.
Вест о покољу брзо се проширила, а чланови револуционарне групе Афричка партија за независност Гвинеје и Зеленортских Острва су брзо стигли на лице места. ПАИГЦ је био свестан планова за напад и подржао је маневар као чин грађанског отпора против колонијалне владе. ПИДЕ је брзо ухапсио чланове ПАИГЦ-а, укључујући Карлоса Кореију. Укључивање ПАИГЦ-а дало је колонијалним властима згодног жртвеног јарца на којег су могли да свале кривицу за немире.

## Последице
Власти су окривиле ПАИГЦ за подстицање незадовољства међу радницима, а присталице партије  морали су поново да размисле о дугорочним стратегијама за постизање својих циљева. У септембру 1959. Кабрал и неколико чланова ПАИГЦ-а састали су се у Биссаоу и одлучили да ненасилни просвједи у граду неће да донесу промене. Закључили су да је једина нада за постизање независности оружана борба. Ово је била почетна тачка 11-годишње оружане борбе (1963–1974) у Португалској Гвинеји која је супротставила 10.000 војника ПАИГЦ-а које је подржавао Источни блок против 35.000 португалских и афричких војника, и на крају ће да доведе до независности Зеленортских острва и целе Португалске Африке након Револуције каранфила 1974. у Лисабону.

## Комеморација
Дан покоља, 3. август, јавни је дан сећања у Гвинеји Бисао.
У близини докова сада постоји велика црна шака позната као “Тимбина рука” која је подигнута као споменик убијенима.